# Hard Love
Pour plus de détails, voir Fiche technique et Distribution.
Hard Love ou La Vie sentimentale de Walter Petit est un film érotique français réalisé par Serge Korber, sous le pseudonyme de John Thomas, tourné en 1974-1975 et sorti en 1975.

## Fiche technique
- Titre : Hard Love
- Titre alternatif : La Vie sentimentale de Walter Petit
- Réalisation : Serge Korber, sous le pseudonyme de John Thomas, assisté d'Alain-Michel Blanc et d'Alain Nauroy
- Scénario : Serge Korber, Justin Lenoir
- Photographie : Jean-Jacques Tarbès
- Montage : Marie-Claire Korber
- Musique : Alain Goraguer
- Producteur : Serge Korber et Jean Luret
- Société de production :
- Pays d'origine :  France
- Genre : film érotique
- Durée : 93 minutes
- Dates de sortie :
  - France : 26 novembre 1975

## Distribution
- Richard Darbois : Walter Petit
- Anne Libert : Rose
- Marcel Dalio : le maître d'hôtel
- Laure Cottereau : Béatrice Pavublavici
- Monique Vita : Wanda, la psychologue
- Pierre Danny : René Pavublavici
- Véra Valmont : Iréne Pavublavici
- Anne Varèze : Josy, la secrétaire du directeur
- Martine Grimaud : Solange, une secrétaire
- Danièle Nègre : Joséphine, une secrétaire
- Claudine Beccarie : l'aubergine / la brune à l'hôtel
- Pamela Stanford : Nathalie / la blonde à l'hôtel
- Bernard Musson : Gaston
- Michel Derain : Marcel
- Jean-Pierre Lombard : Hubert
- Anna Douking : Cookie
- Jacqueline Doyen : la chaisière
- Danièle Altenburger : Gabrielle
- Carmelo Petix : un homme à l'hôtel
- Patrick Lyonnet : un homme à l'hôtel
- Marlène Myller : participante à la partouze
- Claude Janna : participante à la partouze
- Muriel Vidal : participante à la partouze
- Corinne Lemoine : participante à la partouze
- Chantal Fourquet : participante à la partouze
- Marie-José Pontello : participante à la partouze
- Gabriel Pontello : participant à la partouze
- Alain Plumey : participant à la partouze
- Charlie Schreiner : participant à la partouze